# Municipio de Dallas (condado de Taylor)
El municipio de Dallas (en inglés: Dallas Township) es un municipio ubicado en el condado de Taylor en el estado estadounidense de Iowa. En el año 2010 tenía una población de 606 habitantes y una densidad poblacional de 6,57 personas por km².

## Geografía
El municipio de Dallas se encuentra ubicado en las coordenadas 40°46′30″N 94°52′25″O / 40.77500, -94.87361. Según la Oficina del Censo de los Estados Unidos, el municipio tiene una superficie total de 92.28 km², de la cual 91,81 km² corresponden a tierra firme y (0,51 %) 0,47 km² es agua.

## Demografía
Según el censo de 2010, había 606 personas residiendo en el municipio de Dallas. La densidad de población era de 6,57 hab./km². De los 606 habitantes, el municipio de Dallas estaba compuesto por el 98,35 % blancos, el 0,17 % eran amerindios, el 0,33 % eran asiáticos y el 1,16 % eran de una mezcla de razas. Del total de la población el 0,33 % eran hispanos o latinos de cualquier raza.